# 布爾加斯中央車站
布爾加斯中央車站（羅馬化：Tsentralna zhelezopatna gara Burgas）是保加利亞第四大城市布爾加斯的主要鐵路車站，該車站於1903年啟用。車站由建築師尼古拉·科斯托夫夫（Nikola Kostov）和基里爾·馬里奇科夫（Kiro Marichkov）負責設計，數年後他們也使用了相同的風格建造了瓦爾納車站，因此兩座車站的建築除了細節外大致相同。